# 30秒上火星
30秒上火星（英語：Thirty Seconds to Mars）是一支来自美国加利福尼亚州洛杉矶，于1998年创立的摇滚乐队。乐队现成员包括兄弟杰瑞德·莱托（主唱、吉他、贝斯、键盘）与香农·雷托（鼓、打击乐器）。 在其历史发展过程中，该乐队经历了一系列的成员变更。
该乐队的首张专辑《30秒上火星》（2002年），由制作人Bob Ezrin参与制作并在发行后获得了相当正面的评价，但它在商业上的成就却很有限。 通过释出第二张专辑《美丽的谎言》（2005年），该乐队在世界范围拥有了名声。这张专辑在世界上的多个地区获得了销量认证。他们的下一张专辑《全面开战》（2009年），标志着该乐队在音乐风格上的一个戏剧性的演变，因为它融入了实验音乐的影响并更为兼容并蓄。因该乐队与其唱片公司EMI陷入了一场重大的法律纠纷，该专辑的制作过程备受关注，而这一事件也最终成为纪录片《手工制品》（2012年）的主要内容。随后，30秒上火星转至环球音乐集团旗下，发行了第四张专辑《爱 欲 信 + 梦》（2013年）并获得了在评论界与商业表现上的成功。 他们的第五张专辑《美利坚》（2018年），则在发行后收到了两极分化的评价。
截至2014年9月，该乐队已经在全球范围内售出专辑超过一千五百万份。一直以来，30秒上火星的巡回演出常常售罄，他们也担任过无数音乐节与摇滚节的压轴演出嘉宾。 该乐队因其充满活力的现场表演以及对多种音乐流派元素的运用，并以其带来哲思和精神力量的歌词，概念專輯以及实验性的音乐而备受赞誉。30秒上火星在其生涯历史上收到了不少奖项与荣誉，其中包括一个吉尼斯世界纪录。他们也登上了杂志Kerrang! 评出的2000—2010年最佳艺人榜单。

## 历史

### 1998-2000年：乐队成立与早期生涯
30秒上火星于1998年在美国加利福尼亚州洛杉矶成立，最早是作为兄弟 杰瑞德·雷托和香农·雷托两人之间的合作——两人从童年时期开始就已经在一起演奏和创作音乐。随着吉他手索伦·比克斯勒和贝斯手马特·沃赫特的加入，这一双人组合后来扩充为四人乐队。辅助吉他手凯文·德雷克，原本为了成为乐队的贝斯手而试演，后来也加入成为了乐队的巡演乐手。在最早的演出里，该乐队采用了好几个不同的名称，最终才确名为“30秒上火星”。据称，这一名称来源于一本题为Argus Apocraphex的罕见手抄本。 杰瑞德·雷托将乐队名称描述为“来自书中的一个指代，一个粗略的转译。我觉得这个想法很有趣，它是一个对未来的比喻，”他解释说。 “30秒上火星——指‘我们离一些不可触及的东西是如此地接近’的事实。与此同时，‘火星’作为‘战神’的说法也很有趣。 在这里你可以用这些说法来替代和解释，但是对于我和我哥哥来说，重要的是，它是一个富有想象力的短语，能够以一种尽可能独特的方式来代表我们的音乐。” 在他的描述中，这个名称“适用于几个不同的层面，是一个诗意的，充满暗示的，具有电影感的，并能够带来直接感受的短语（a phrase that is lyrical, suggestive, cinematic, and filled with immediacy）。” 在30秒上火星的早期生涯里，杰瑞德·雷托不允许他作为好莱坞演员的事实被使用在乐队的宣传中。
1998年及以前，该乐队在美国的小型场馆和俱乐部中演出。他们的同名首张专辑的制作已经进行了好几年，由杰瑞德·雷托谱写其中的大部分歌曲。 在此期间乐队录制了一些样本歌曲，比如Valhalla、Revolution、Jupiter和Hero——后两者分别更名为Fallen和Year Zero并出现在乐队的首张专辑里。样本歌曲Buddha for Mary也得到重新制作，加入到正式的首张专辑中。他们的作品让一些唱片公司对于签约30秒上火星充满兴趣，最终他们与厂牌Immortal Records签约。 1999年，维京唱片加入了这份合同。

### 2001-2003年：首张专辑
在2001年，30秒上火星投身到怀俄明州乡间录制他们的首张专辑，与制作人Bob Ezrin和Brian Virtue合作。由于他们从小听Ezrin与平克·弗洛伊德、Kiss合唱团及埃利斯·库珀合作的作品长大，同时他们觉得他是唯一一个能在首张专辑中帮助他们获得想要的空间感受和宏大效果的人，他们选择了与Bob Ezrin合作。乐队在一个面积约为15000英亩的空仓库里录音，希望选择这样的地点能够提升他们的音乐。在这张专辑释出之前，乐队Puddle of Mudd便已邀请30秒上火星为他们于2002年春天为期六周的巡演进行开场表演。随后，该乐队开启了为乐队Incubus开场的北美巡演，并在八月进行了一系列的俱乐部演出。
通过厂牌Immortal和维京唱片，该乐队在2002年8月27日在美国发行了他们的第一张专辑《30秒上火星》。杰瑞德·雷托将这张专辑描述为一张主题是“人的斗争和自我决断”的概念专辑 ，其中以超凡脱俗的元素和概念式的想法来表现人的真实境况。这张专辑在美国售出了121000张，在美国公告牌两百强专辑榜中取得107名，并在美国公告牌Top Heatseekers榜取得了第一名。 在此之前发行的单曲Capricorn (A Brand New Name)，在美国公告牌主流摇滚歌曲榜中最高取得了第31名。30秒上火星 的发行收到了大体积极的评价；音乐评论家Megan O'Toole认为乐队“成功地为自己在摇滚领域里开拓了独一无二的位置（managed to carve out a unique niche for themselves in the rock realm）”。这张专辑慢热地取得了成功，截至2011年3月，它最终在全球销售了两百万份。
2002年10月，该乐队与I Mother Earth和Billy Talent一同进行了MTV Campus Invation巡演。 11月，30秒上火星在电视节目Last Call with Carson Daly上演出，完成了他们的荧幕首秀；他们为乐队Our Lady Peace和Sevendust进行开场表演。歌曲Edge of the Earth在2003年发布，成为这张专辑中的第二支单曲。2003年年初，比克斯勒退出了乐队，原因与之前巡演里出现的一些问题相关。后来，他被成功通过试演的吉他手托莫·米利塞维奇所替代。 该乐队随后与乐队Chevelle、Trust Company及Pacifier进行巡演，并参与了2003年的Lollapalooza巡演。

### 2004-2008年：《美丽的谎言》
30秒上火星于2004年3月重返录音室，与音乐制作人Josh Abraham一起进行第二张专辑《美丽的谎言》的制作。 在录音制作的过程中，为了配合杰瑞德·雷托的演艺事业，乐队跟随前往了四个不同的大陆。《美丽的谎言》在曲风和歌词上都与乐队的首张专辑有巨大的不同。 “在第一张专辑里，我建立了一个世界，然后躲在里面，”雷托说。 "而对于《美丽的谎言》，是时候转向一种更为私人化，没那么理性化的方式。 尽管这张专辑中仍然充满了概念式的元素和主题化的想法，它最终还是更多地围绕内心，而不是头脑（much more wrapped around the heart than the head）。 它关于残酷的诚实、成长、改变。 它及其亲近地探讨了处在选择之中的人的命运，是一次原始的情感旅程。一个关于生活、爱情、死亡、痛苦、快乐和激情的故事。它关于‘人之所以为人’的一切。”

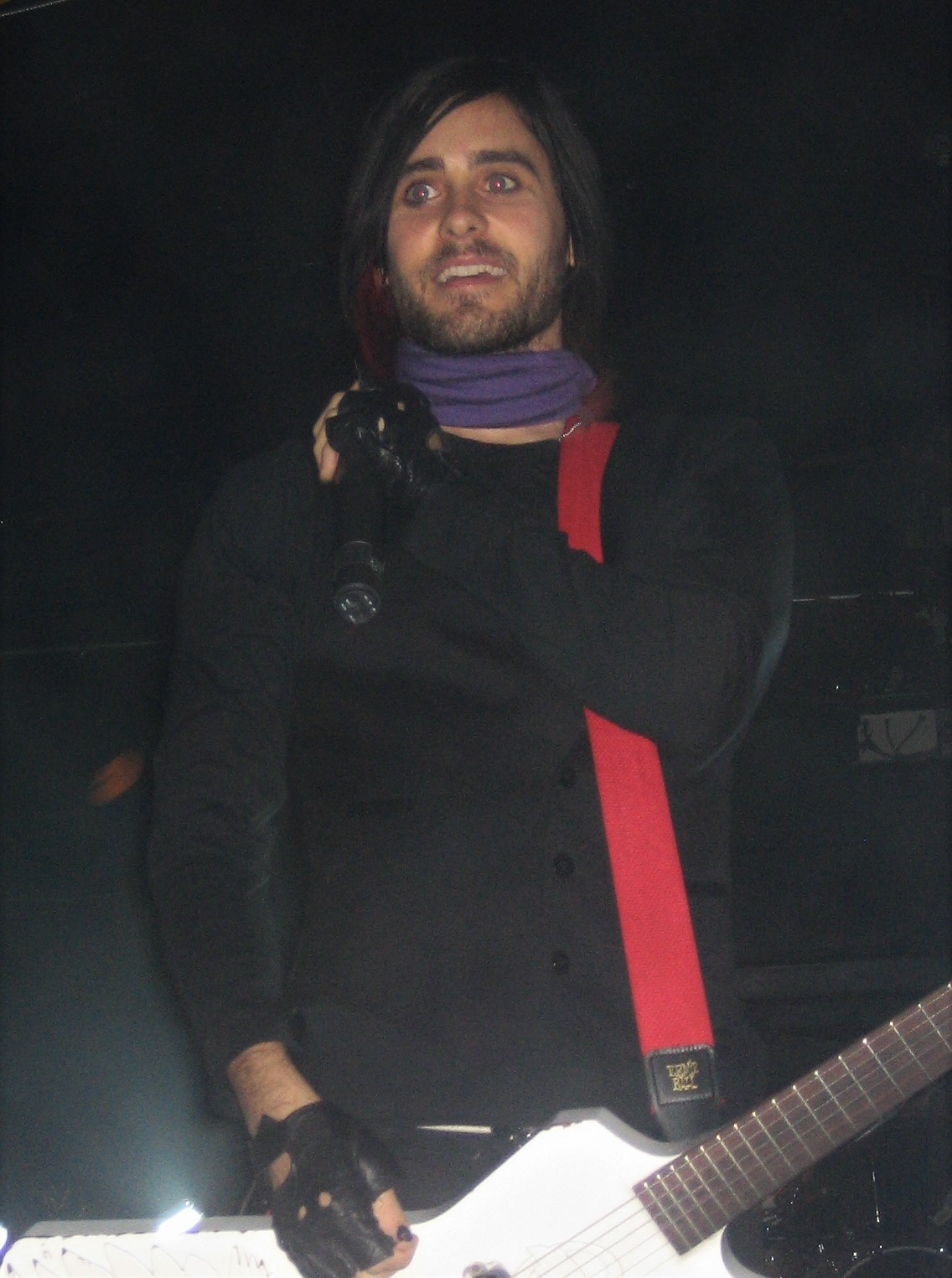
2006年，杰瑞德·雷托在北卡罗来纳州夏洛特演出

《美丽的谎言》于2005年8月30日在美国发行。因为这张专辑在发行前便遭受泄露，故乐队决定在专辑里增加两首额外的歌曲Battle of One及Hunter（对碧玉歌曲的翻唱）。为了行销此张专辑，乐队还决定随机在专辑内附上12张“金门票”，抽到金門票即可在任何一場30秒上火星的演唱會中免費入場，並獲得進入演唱會後台的機會。之后，这张专辑共售出超过四百万份，美国唱片业协会(RIAA)为它颁发了白金唱片认证，在其他的一些国家和地区，它也达到了当地白金唱片和金唱片的标准。专辑的第一支单曲Attack于2005年6月6日在电台上首次亮相，并在它发行后的首周内成为了美国现代摇滚乐电台播出最多的歌曲。在2005年期间，30秒上火星与乐队Chevelle、音魔合唱团以及The Used完成了巡演。 2006年3月，该乐队开启了他们的首次领衔巡演Forever Night, Never Day Tour。 与此同时，乐队发布了该张专辑的第二支单曲The Kill (Bury Me)。这首歌在美国公告牌现代摇滚歌曲榜上最高达到了第3名，并停留了超过50周的时间，在当时创下记录成为历史停留时间最长的歌曲。它的音乐录影带由杰瑞德·雷托假借化名Bartholomew Cubbins导演，受到了经典作品《闪灵》的启发，在发布后收到了广泛的积极评价和众多的奖项，其中包括MTV音乐录影带大奖中的MTV2 Award。

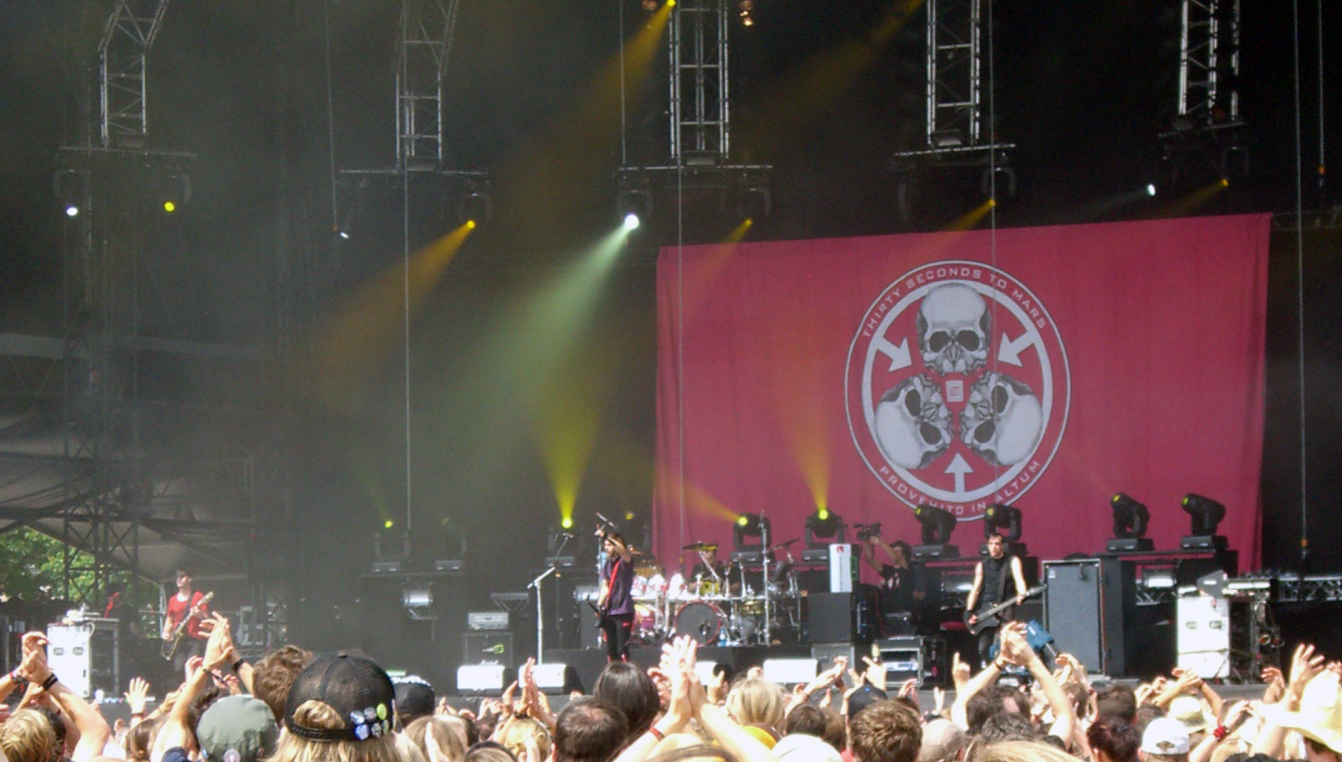
30秒上火星于美丽的谎言巡演期间在德国演出

2006年10月，由MTV2赞助，由乐队Head Automatica、The Receiving End of Sirens、Cobra Starship以及包括Street Drum Corps的其他几个乐队为其开场，30秒上火星开启了他们的巡演Welcome to the Universe Tour。专辑的第三支单曲From Yesterday在2006年11月20日布，并成为了该乐队的首支登顶公告牌'现代摇滚歌曲榜的歌曲。受到电影《末代皇帝》的启发，杰瑞德·雷托为这首单曲导演了一部短片，这成为有史以来第一支完整地在中华人民共和国拍摄的美国音乐录影带。 2007年春天，乐队与The Used等乐队一同进行了Taste of Chaos 2007巡演。《美丽的谎言》于2007年2月在欧洲释出。 在这一年里，30秒上火星在整个欧洲进行了广泛的巡演，并在几个重要的音乐节上表演，包括罗斯基勒音乐节、Pinkpop Festival、Rock am Ring以及Download Festival。2007年3月，为了能够花费更多的时间与他的家庭在一起，马特·沃赫特离开了乐队。他的位置被蒂姆·凯勒赫替代，但这仅限于现场演出。
2007年11月1日，30秒上火星在MTV欧洲音乐大奖典礼中赢得了最佳摇滚大奖。乐队还凭借The Kill和From Yesterday分别在2007年、2008年连续两次获得Kerrang!最佳单曲。该专辑的同名歌曲A Beautiful Lie在北美和特定的欧洲国家作为第四支单曲发行。 它的音乐录影带是在格陵兰岛拍摄的，地点位于北极圈以北200英里的冰川上。它的销售收益用以支持自然资源保护委员会的工作。 在11月6日的2008年MTV欧洲音乐大奖上，30秒上火星凭借A Beautiful Lie赢得了他们第二个最佳摇滚奖和最佳音乐录音带大奖。
2008年3月，乐队参加了南非的My Coke Fest音乐节的演出，为乐队成立以来首次踏上非洲大陆演出。乐队在约翰内斯堡以及开普敦的表演门票皆销售一空。

### 2008-2011年：EMI诉讼案与《全面开战》

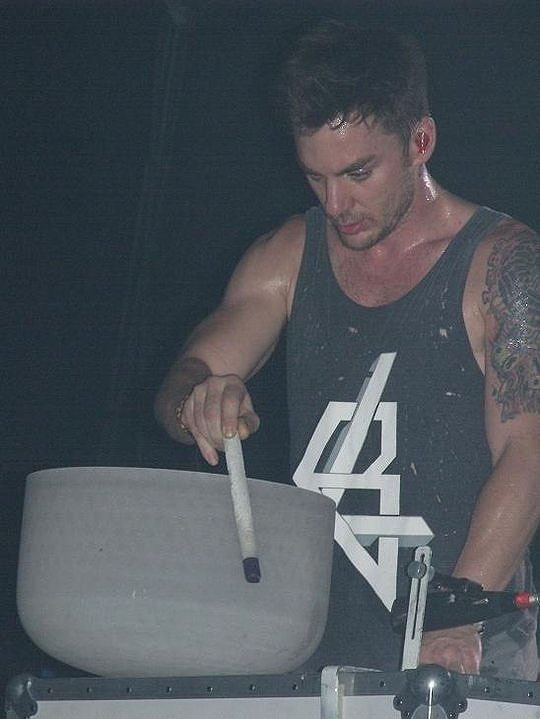
2010年，香农·雷托进行表演

2008年8月，30秒上火星开始录制他们的第三张录音室专辑《全面开战》 。这一次，乐队与制作人Flood及Steve Lillywhite合作。 30秒上火星曾试图在美丽的谎言 巡演后与一个新的厂牌签约，这促使了EMI（维京唱片的母公司）向他们提起诉讼，索赔3000万美元。EMI称，乐队未能完成他们在1999年的合约（维京唱片所加入的乐队与Immortal Records之间的合约）中所承诺的五张专辑，还缺少三张。 杰瑞德·雷托针对诉讼中提出的一些法律主张作出答复，指出“在加利福尼亚州的法律之下——我们居住在那里并签署了这一合约，一个人不能受到一项合约的捆绑超过七年。”30秒上火星签约后已经过了九年，因此乐队决定行使他们的“法律权利以终止我们的旧的、过时的合同——根据法律规定这一合约是无效的。”
经过近一年的诉讼对峙，2009年4月28日，乐队宣布这一案件已经得到解决。根据几十年前一起涉及女演员奥丽维亚·德哈维兰的合约诉讼案件中对被告人的辩护成立的情况，30秒上火星这一案件得到了相类似的裁定。 雷托解释说，“加利福尼亚州上诉法院裁定，在加利福尼亚州任何服务合同在七年之后都应失效，在德哈维兰利用这一规定终止了她与华纳兄弟之间的合同后，这便被称为德哈维兰法律。”随后，30秒上火星与EMI签订了一份新的合同。 雷托称，乐队与EMI之间的分歧已经达成和解，之所以做出这一决定是因为“EMI在处理我们的忧虑和困难时所表现出来的意愿和热情，[以及]能够与那么一个对30秒上火星如此投入和热诚的团队重新合作的机会。”
为了能让他们的歌迷参与到《全面开战》的制作中，30秒上火星在洛杉矶的Avalon Club举办了一个名为峰会（The Summit）的活动。他们邀请歌迷录制和声和打击乐伴奏。经过第一次峰会的成功，乐队在八个不同的国家也举行了这样的活动，并将活动规模扩大到线上。同时，乐队邀请歌迷提交自己的面部特写照片，用此为专辑制作了2000个不同的独立封面。雷托将全面开战 形容为一张关于“生存”的专辑：“这是一场在创作上持续两年的抗争，虽然很凶猛和艰难，但我们得到了非常有创造力的成果。所有的这些不利因素，在事后看来，都使我们更加坚强，使这张专辑更加强大。”
虽然专辑的发行日期被多次更改，全面开战最终在2009年12月释出。 这张专辑在十几个国家的专辑销量榜中进入了前十，凭借在美国售出67000份的首周销量，它进入了公告牌二百强专辑榜并排名第18位。它的前两支单曲Kings and Queens和This Is War均登顶美国公告牌另类音乐榜。经过2009年冬季的宣传性巡演，30秒上火星在2010年2月开启了巡演Into the Wild Tour。

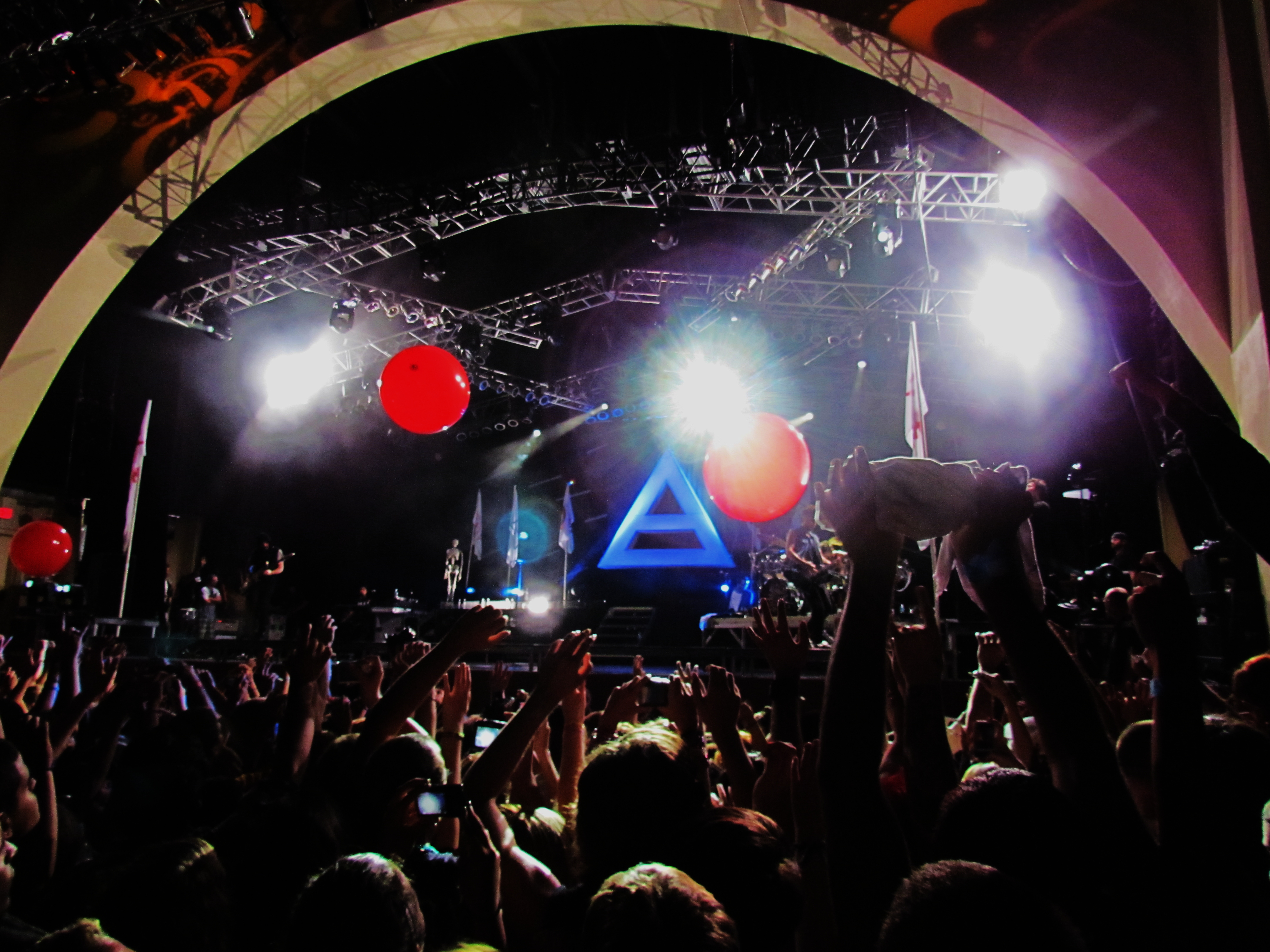
于Into The Wild巡演期间在佛罗里达州奥兰多演出

在2010年MTV音乐录影带大奖上，Kings and Queens收到四项提名，其中包括年度音乐录影带和最佳导演，并最终赢下了最佳摇滚录影带。这张专辑的第三支单曲Closer to the Edge，是英国在2010年里最畅销的摇滚单曲，连续八周占据英国摇滚音乐榜榜首。30秒上火星与说唱歌手肯伊·威斯特合作的歌曲Hurricane 2.0，在全面开战的豪华版专辑中释出，并在部分国家作为该张专辑的第四支单曲发行。 11月7日，30秒上火星与威斯特在马德里阿尔卡拉门的2010年MTV欧洲音乐大奖盛典上表演了Hurricane，乐队还获得了他们的第三个最佳摇滚大奖。2011年5月13日，30秒上火星为电视节目MTV Unplugged录制了一场表演。他们与来自Vitamin String Quartet的音乐家们共同演出，并邀请一个福音合唱团与他们一起重新演绎了U2乐团的经典歌曲Where the Streets Have no Name。

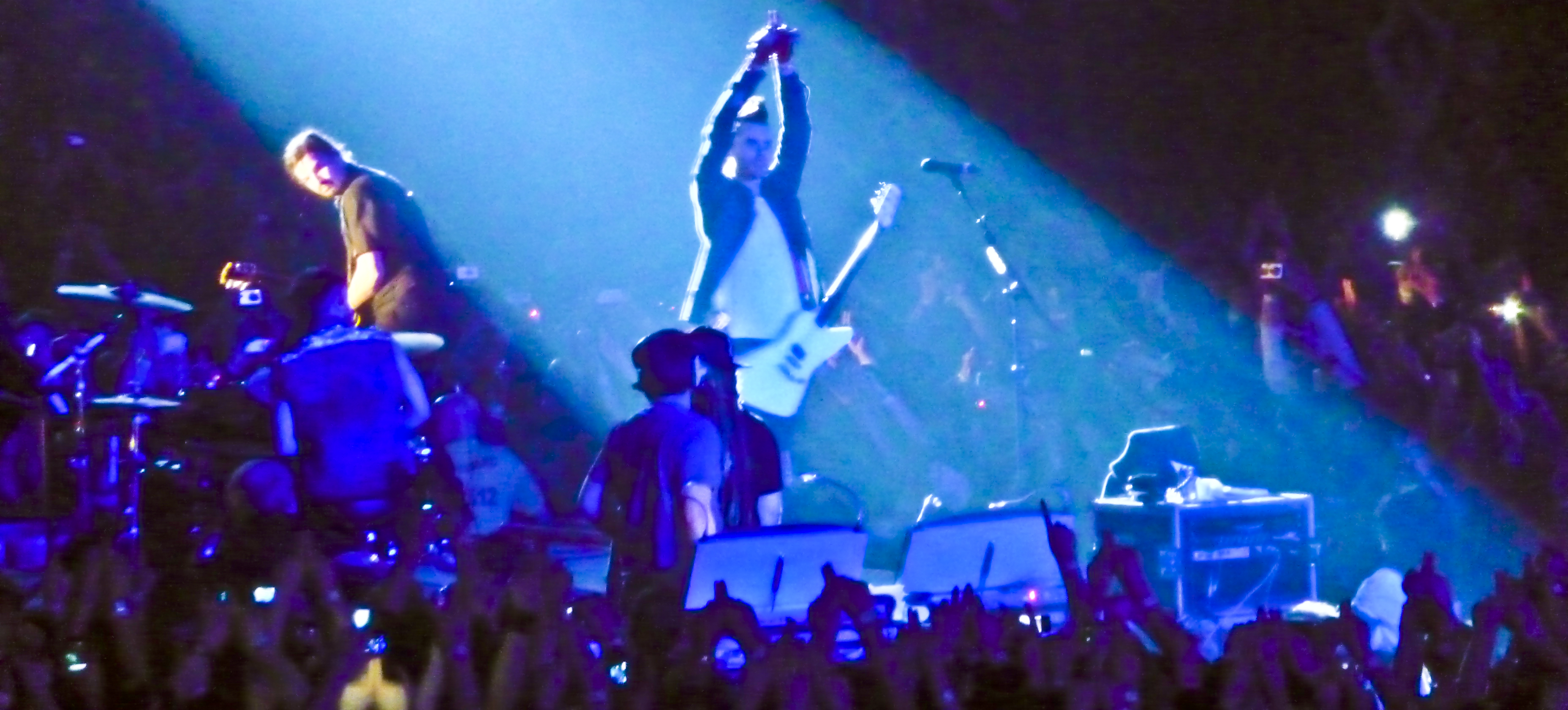
2010年2月，30秒上火星在英国曼彻斯特表演。

根据公司Songkick的研究，基于演出日期的数量，30秒上火星是2010年工作最勤勉的巡演艺人之一。2011年10月16日，该乐队被宣布将凭借他们超过300场的表演，作为在一个专辑周期内现场演出数量最多的乐队被记入吉尼斯世界记录。名为Tribus Centum Numerarae的第300场演出于2011年12月7日在纽约市Hammerstein Ballroom进行，紧随其后的一系列特别演出标志着Into the Wild Tour的结束。

### 2012-2015年：《爱 欲 信 + 梦》
2012年，30秒上火星在巡演后沉寂了一段时间，并花费了这一年中的大多数时间来录制他们的第四张专辑，《爱 欲 信 + 梦》。这张专辑由杰瑞德·雷托与曾经的合作者Steve Lillywhite一同制作。 雷托说，乐队在爱 欲 信 + 梦中采取了全新的方向。他解释说，该专辑“不仅仅是一个演变，而是一个崭新的开始。在创作层面上，我们已经进入一个全新的阶段，这是令人兴奋的，出乎意料的，及其鼓舞人心的。”2012年9月，《手工制品》，一部关于乐队与唱片公司EMI之间的法律纠纷以及专辑《全面开战》录制过程的纪录片，在2012年多伦多国际电影节上首映，并赢得了纪录片类别的观众选择奖。

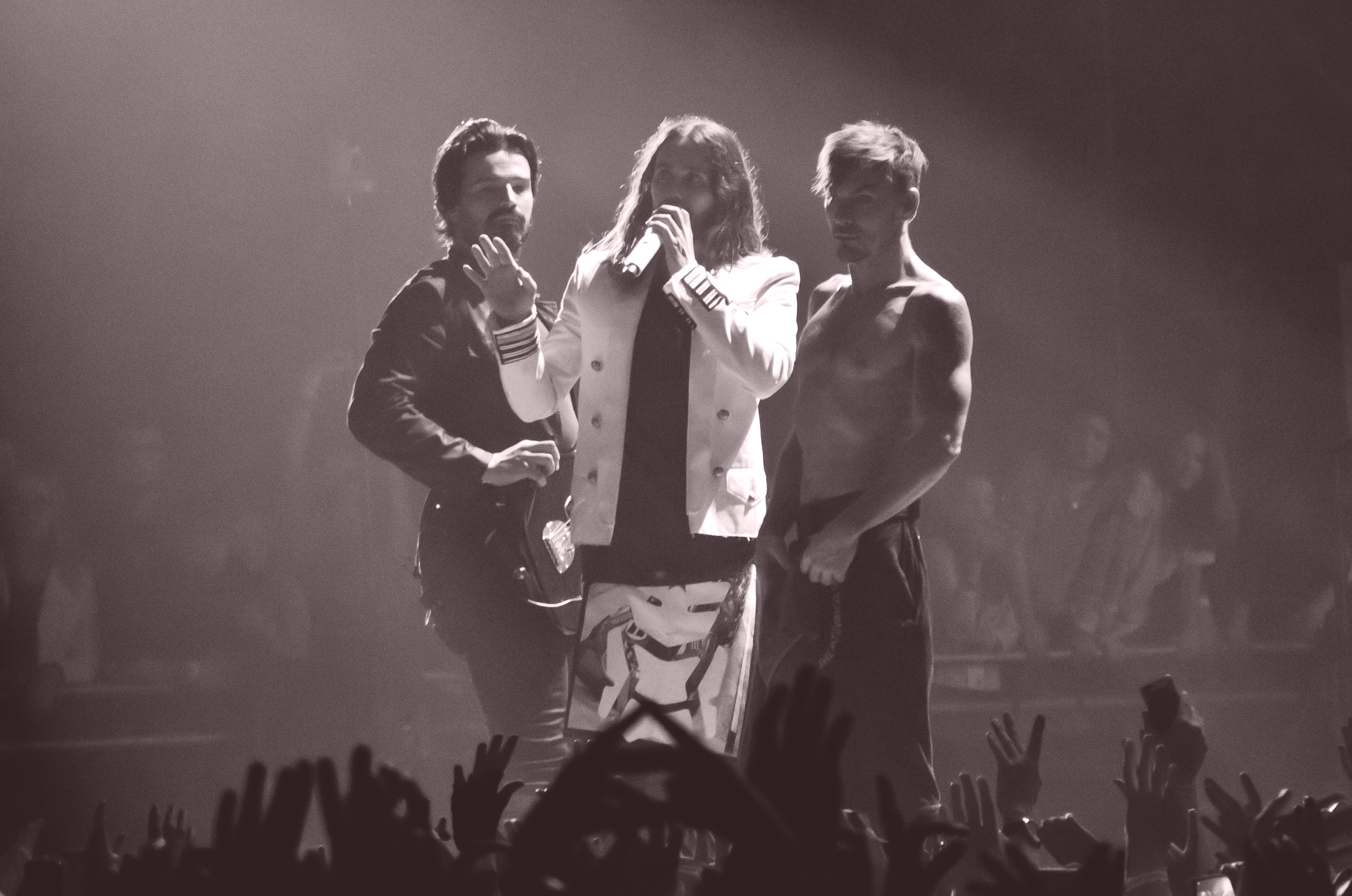
2014年3月，30秒上火星在俄罗斯莫斯科演出。

2013年2月，Up in the Air被宣布将会成为第四张专辑首支单曲。通过与美国国家航空航天局的合作，30秒火星让Up in the Air的第一份拷贝登上了SpaceX CRS-2任务中的“龙”号飞船。这一计划在2013年3月1日实施，随着猎鹰9号运载火箭的升空，有史以来的第一份商业唱片拷贝被送入太空。 2013年3月18日，这支单曲在国际空间站里首播。在乐队成员和Expedition 35任务飞行工程师Thomas Marshburn的问答环节后，休斯顿市长安妮斯·帕克宣布当天为“30秒上火星日”。 Up in the Air于3月18日迎来了它的电台首播，并在次日开放了线上的购买和下载。这首歌曲到在美国公告牌另类歌曲榜上最高达到了第3位，并在海外市场上取得了成功。
2013年5月21日，通过环球音乐集团，30秒上火星在美国发布了《爱 欲 信 + 梦》。 这张专辑获得了大体上积极的评论，并在超过十五个国家的销量榜单中进入前十，其中包括英国和美国。6月，乐队开始了他们的巡演Love, Lust, Faith and Dreams Tour，其中包括在Rock Werchter、Pinkpop Festival、Rock in Rio和Rock am Ring等音乐节上的演出。 专辑的第二支单曲Do or Die在各个现代摇滚电台上获得了不错的表现。而第三支单曲City of Angels的发布引发了评论界的热烈好评，并最终在美国另类音乐榜上达到了第8位。在8月25日举行的2013年MTV音乐录影带大奖盛典上，Up in the Air赢得了最佳摇滚录影带。
30秒上火星上在2014年4月25日宣布，经过与维京唱片多年来充满波折的合作后，他们已经与该厂牌解约。雷托告诉杂志公告牌，“我们对于未来感到自由，清晰和兴奋。 这是最美妙的时期。” 2014年8月，该乐队与美国摇滚乐队Linkin Park开展了名为Carnivores Tour的联合巡演，在北美洲的各大竞技场和体育场进行演出。30秒上火星随后推出了名为Camp Mars的音乐夏令营活动。这一活动首次于2015年8月在加利福尼亚州马里布举办，其中包括一系列户外项目和一些DJ摆台。

### 2015年至今：《美利坚》与米利塞维奇的退出

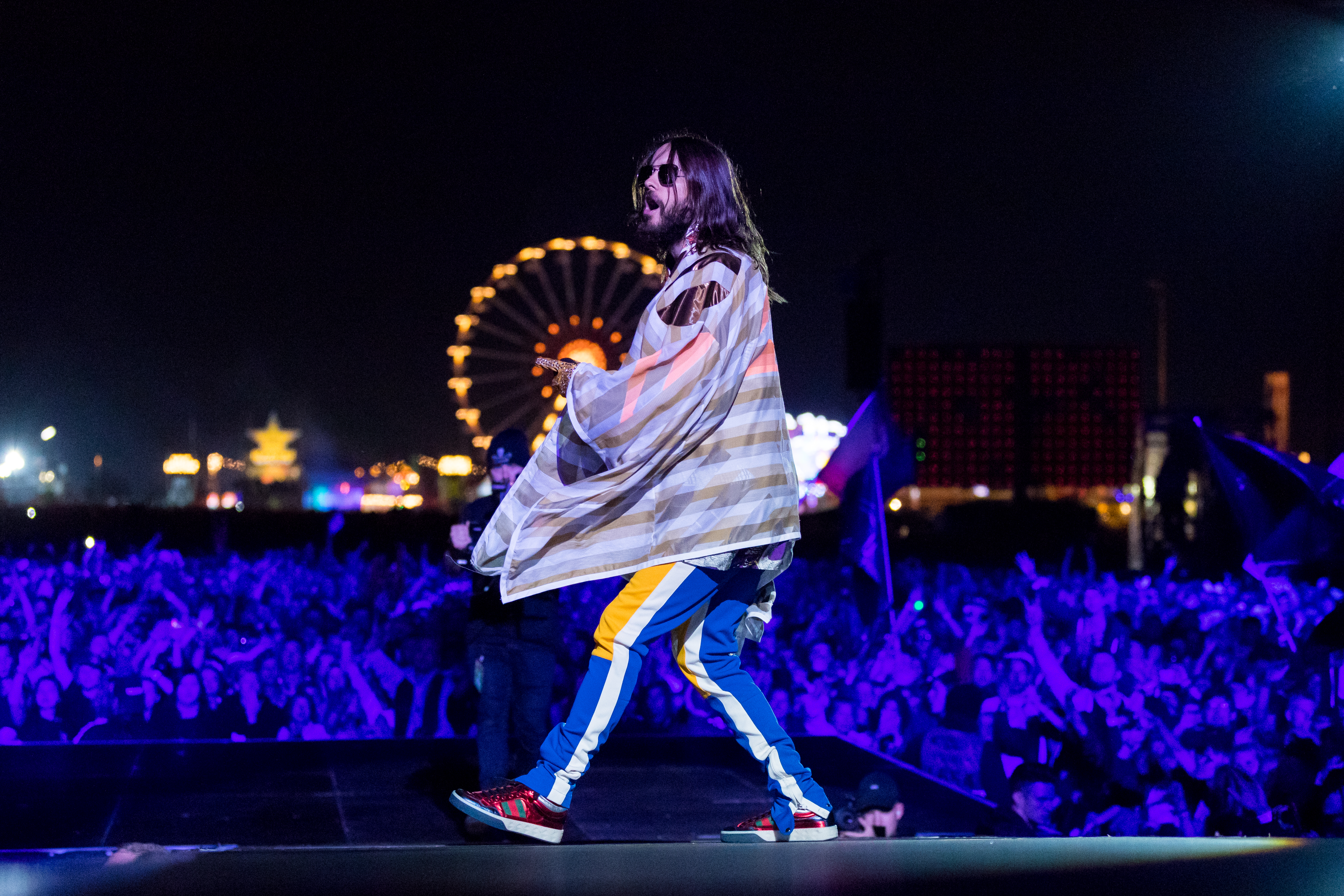
2018年Monolith Tour期间在Rock im Park音乐节演出

2015年11月3日，30秒上火星正在创作其第五张专辑的消息得到确认。2016年8月，该乐队透露他们与新视镜唱片签约。随后，乐队宣布他们在2017年的5月到9月期间与缪斯乐队和PVRIS一同进行北美巡演。2017年8月，Walk on Water被宣布为该乐队第五张专辑的首支单曲。之后，30秒上火星在2017年MTV音乐录影带大奖盛典上与特邀嘉宾Travis Scott表演了这首歌曲。在这次盛典上，杰瑞德·雷托向那年早些时候去世的查斯特·班宁顿和克里斯·康奈尔致敬，并在社交媒体上受到了关注。
2018年1月25日，30秒上火星发布Dangerous Night为他们即将到来的第五张专辑中的第二支单曲。2018年2月，乐队正式宣布新的巡演Monolith Tour，开场表演艺人包括月球漫步乐队、MisterWives、K.Flay、Joywave及Welshly Arms的。 不久以后，30秒上火星确认《美利坚》将会是第五张专辑的标题，它于2018年4月6日发行。这张专辑在评论界收到了两极分化的评价。它首次出现在公告牌两百强专辑榜便排在了第2的位置，获得了该乐队在这一榜单上的最高名次。《美利坚》在其他十七个国家也进入到了销量前十，其中在德国和奥地利取得了第一。
在Monolith Tour的第一阶段，乐队宣布米利塞维奇出于个人原因将暂时地离开巡演。 2018年6月11日，他正式宣布退出乐队。

## 音乐风格
该乐队第一张专辑结合了前卫金属和太空摇滚的影响以及电子乐的元素，运用了电子制作和合成器。Blender杂志的Ryan Rayhill认为这张专辑是一种“具有思想高度史诗般效果的太空歌剧与匆促乐团式的前卫摇滚相适应的产物（high-minded space opera of epic scope befitting prog-rock prototypes Rush）”，并写道，30秒上火星“带着一张听起来像是工具乐队来表演月之暗面（指平克·弗洛伊德在1973年发布的专辑）一样的同名处女作横空出世（emerged with an eponymous debut that sounds like Tool on The Dark Side of the Moon）”。尽管乐队首张概念专辑的歌词重点放在了人的斗争和自我决断， 《美丽的谎言》的歌词则是更加地私人化，且在音乐上引入了嘶吼唱腔。这一转变在整张专辑中都得到了体现，反映了乐队成员在专辑创作过程中所经历的个人层面和艺术层面上的变化。这张专辑通过融合来自前卫摇滚、硬核摇滚和情绪硬核的元素，拓宽了乐队的声音风格。 这种另类摇滚风格被拿来与治疗乐队、U2乐团以及碎南瓜乐队的音乐相比较。
他们的第三张专辑《全面开战》被认为拥有“极具前卫摇滚风格的声音和非常抓耳的旋律”，从实验性的平克·弗洛伊德到旋律化的M83中获取灵感。 滚石杂志的Chris Harris 认为，这是经过乐队成员们的个人抗争与和厂牌之间法律纠纷打造的“一张充满野心实验摇滚作品集”网站AllMusic的Stephen Thomas Erlewine认可了在这张专辑的整体风格上，乐队融合电子摇滚、重金属和前卫摇滚的成果。
在《爱 欲 信 + 梦》中，乐队尝试运用不同的乐器，并吸收了更广泛的、更多样化的音乐风格。这张专辑融合了实验性的乐器演奏，也采用了前卫摇滚和电子音乐元素，引入了一种充满飘渺音效的、极简的演奏方式。 这张专辑拥有着全面开战式的概念专辑形式，却扩大了范畴，围绕着它名称所指代的主题而发展演化。

## 社会活动
30秒上火星建立了一个名为abeautifullie.org的网站，提供有关环境问题和参与环保活动的信息及资讯。人们通过该网站捐款，以支持自然资源保护委员会的工作。2006年，杰瑞德·莱托为电台97X汇编的现场表演专辑《The 97X Green Room: Volume 2》创作了专辑封面。这张专辑包含了一首30秒上火星的歌曲，它的销售获益被用以支持大自然保护协会。 在巡演Welcome ro the Universe Tour期间，该乐队尽力采取措施，最大限度地减少了燃料消耗量以抵消巡演所产生的对环境的影响。
2008年6月，乐队参与国际仁人家园组织的工作，帮助修复了一处房屋以相应大洛杉矶地区的"A Brush With Kindness"项目。除此之外，乐队组织了一次拍卖，歌迷可以通过拍卖得到与他们一起参与志愿建造的机会。 不到一星期的时间，他们征集到六个额外的工人和超过10 000美元的款项，用以支持国际仁人家园的额外项目。30秒上火星的歌迷，也就是所谓的Echelon，创建了数个慈善组织和慈善项目，目的是支持各种慈善和人道主义机构的工作。
在2010年海地地震后，30秒上火星通过一场慈善拍卖为海地赈灾筹得了善款100 100美元。该乐队还通过Echelon项目House for Haiti及电视特典Hope For Haiti Now为海地人民提供支持。乐队拍卖了一定数量的物品筹集善款，以支持红十字会救助2011年日本3·11大地震中的受灾群众。在乐队巡演Carnivores Tour售出的每一张演出门票都包含向Music for Relief组织捐出的一美元，以支持救灾以及环境的保护和恢复项目。

## 樂隊成員
| 现任成员 - 杰瑞德·莱托 – 主唱、吉他、贝斯、键盘 (1998年至今) - 香农·莱托 – 鼓、打击乐器 (1998年至今) 已离队成员 - 索伦·比克斯勒 – 主音吉他、和声 (2001–03) - 马特·沃赫特 – 贝斯、键盘、和声 (2001–07) - 托莫·米利塞维奇 – 主音吉他、贝斯、小提琴、键盘、打击乐器 (2003–18) | 现任巡演乐手 - 史蒂维·艾罗 – 贝斯、吉他、键盘、和声 (2013年至今) 前任巡演乐手 - 凯文·德雷克 – 节奏吉他 (2001–02) - 蒂姆·凯勒赫 – 贝斯、键盘 (2007–10, 2011) - 马特·麦克詹金斯 – 贝斯 (2011) - 布莱斯顿·奥利塔 – 键盘、吉他、和声 (2009–11) |

## 作品列表

### 录音室专辑
- 30秒上火星 (2002年)
- 美丽的谎言 (2005年)
- 全面开战 (2009年)
- 爱 欲 信 + 梦 (2013年)
- 美利坚 (2018年)

## 巡回演出
- Forever Night, Never Day Tour (2006年)
- Welcome to the Universe Tour (2006年)
- A Beautiful Lie Tour (2007-08)
- Into the Wild Tour (2010-11年)
- Love, Lust, Faith and Dreams Tour (2013-15年)
- Carnivores Tour (with Linkin Park) (2014年)
- Monolith Tour (2018年)